# Mémorial de la Grande Guerre de Sainte-Anne-d'Auray
Le mémorial de la Grande Guerre de Sainte-Anne-d'Auray, édifié de 1922 à 1932 par les cinq diocèses de Bretagne pour garder le souvenir des « 240 000 Bretons victimes de la Première Guerre mondiale », est un monument de 52 mètres de haut et 12 mètres de diamètre dû à l'architecte René Ménard. 
Captation catholique d'un monument qui se voulait une commémoration républicaine, il ambitionnait de réunir les noms de tous les Bretons morts mais 8 000 seulement sont gravés sur le mur en forme de fer à cheval qui ceinture le monument, sur des plaques de marbre qui accompagnent un chemin de croix.

## Historique
Le mémorial de Sainte-Anne-d'Auray a été construit de 1922 à 1932. Une foule immense d'environ 150 000 personnes se pressa à la bénédiction du mémorial en 1932. La revue L'Union agricole du 29 juillet 1932 en fait le compte-rendu suivant :

« L'inauguration du Mémorial de Sainte-Anne-d'Auray s'est déroulée avec un faste et une solennité extraordinaires. La bénédiction solennelle du monument fut faite par S. E. Mgr Maglione, nonce apostolique, entouré de nombreuses personnalités civiles, militaires et religieuses, de tous les évêques de Bretagne, de nombreux prélats de l'Ouest et d'abbés mitrés. La grand-messe fut chantée par Mgr Mignen, archevêque de Rennes, devant une véritable mer humaine agitée de remous incessants et cependant recueillie, une mer sur les flots de laquelle on voyait flotter, semblables à des mouettes, toutes les coiffes blanches de Bretagne, tandis que les haut-parleurs amplifiaient jusqu'à l'infini la messe royale de Du Mont aux sonorités triomphantes. À l'issue de la messe, Mgr Duparc, évêque de Quimper, magnifia l'héroïsme des morts ainsi que la grandeur de leurs sacrifices. »

Ce monument, réalisé sur les plans de René Ménard, architecte à Nantes, reprend, sur le mur qui l'entoure, les noms de huit mille Bretons morts pendant cette guerre. 
À l'origine il est décoré de panneaux de Xavier de Langlais rappelant le Chemin de croix, objet d'un bon de commande officiel de l'évêché du 21 mai 1932. Mais quatre ans plus tard ces panneaux seront enlevés au profit d'un autre artiste ! Et pourtant un article, le 30 juillet 1932, du n° 126 du Miroir du Monde saluait la qualité de son travail :"C'est l'œuvre d'un jeune sculpteur, M. Xavier de Langlais, dont le talent remarquable a trouvé l'occasion méritée de se révéler au grand public. Chaque station de son chemin de croix, évoquant à la fois la Passion du Christ et le sacrifice des soldats, reproduit les cimetières du front - association émouvante, et encore davantage par la maîtrise de l'auteur".:
Le mémorial — avec son mur de clôture et son terrain d'assiette — est inscrit au titre des monuments historiques par arrêté du 7 septembre 2016. L'arrêté d'inscription du 30 juillet 2024 se substitue à l'arrêté du 7 septembre 2016.

## Architecture
La rotonde qui supporte l'élancement de huit arcades est couronnée d'un toit en casque sarazinois que domine une croix ajourée. La coupole abrite un autel monolithique en granit rose de Ploumanac'h. La porte est encadrée de deux grands bas-reliefs en granit de Jules-Charles Le Bozec représentant les bras protecteurs des allégories de la Victoire et de la Paix. La crypte funèbre s'organise en 5 absidioles aménagées en chapelles pour les 5 diocèses de Bretagne. De nouveaux conflits ayant endeuillé le pays depuis 1932, un mausolée a été placé au centre de la crypte, dédié « à tous les morts de toutes les guerres ». Les tombes symboliques du marin et du fantassin disparus, sont gardées par saint Michel, patron de la France, et saint Yves, patron de la Bretagne.